# Гаянніс (Небраска)
Гаянніс (англ. Hyannis) — селище (англ. village) в США, в окрузі Грант штату Небраска. Населення — 165 осіб (2020).

## Географія
Гаянніс розташований за координатами 42°0′2″ пн. ш. 101°45′44″ зх. д. / 42.00056° пн. ш. 101.76222° зх. д. (42.000496, -101.762228).  За даними Бюро перепису населення США в 2010 році селище мало площу 1,35 км², уся площа — суходіл.

## Демографія
Згідно з переписом 2010 року, у селищі мешкали 182 особи в 98 домогосподарствах у складі 61 родини. Густота населення становила 135 осіб/км².  Було 132 помешкання (98/км²).
Расовий склад населення:
| - 97,8 % — білих |

До двох чи більше рас належало 2,2 %. Частка іспаномовних становила 1,6 % від усіх жителів.
За віковим діапазоном населення розподілялося таким чином: 12,1 % — особи молодші 18 років, 57,7 % — особи у віці 18—64 років, 30,2 % — особи у віці 65 років та старші. Медіана віку мешканця становила 54,2 року. На 100 осіб жіночої статі у селищі припадало 100,0 чоловіків;  на 100 жінок у віці від 18 років та старших — 100,0 чоловіків також старших 18 років.
Середній дохід на одне домашнє господарство  становив 56 849 доларів США (медіана — 48 125), а середній дохід на одну сім'ю — 64 806 доларів (медіана — 53 750). Медіана доходів становила 32 143 долари для чоловіків та 28 250 доларів для жінок. За межею бідності перебувало 7,0 % осіб, у тому числі 0,0 % дітей у віці до 18 років та 6,6 % осіб у віці 65 років та старших.
Цивільне працевлаштоване населення становило 122 особи. Основні галузі зайнятості: освіта, охорона здоров'я та соціальна допомога — 28,7 %, роздрібна торгівля — 18,0 %, сільське господарство, лісництво, риболовля — 13,1 %, виробництво — 9,0 %.